# Abraham J. Hostetler

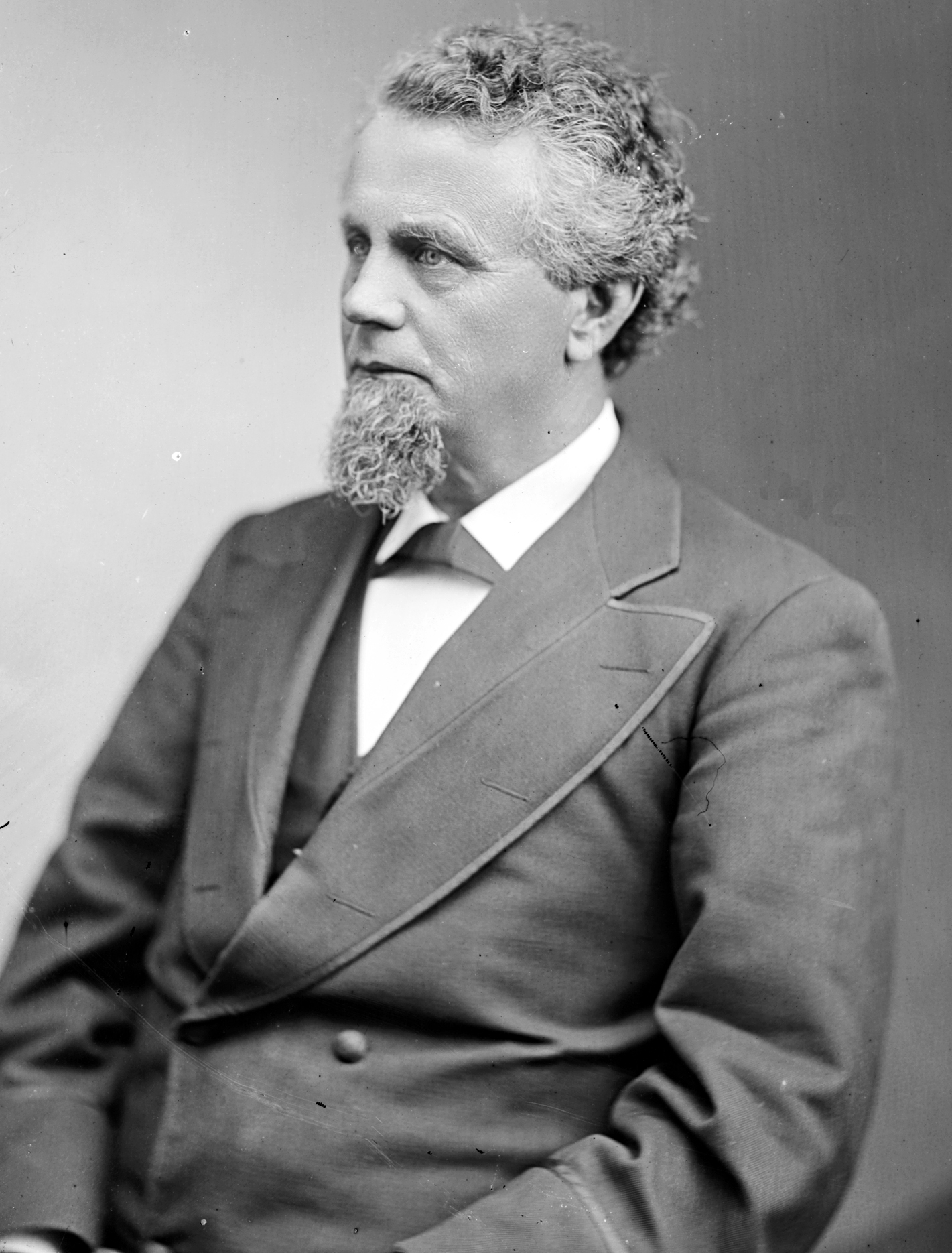
Abraham J. Hostetler

Abraham Jonathan Hostetler (* 22. November 1818 im Washington County, Indiana; † 24. November 1899 bei Bedford, Indiana) war ein US-amerikanischer Politiker. Zwischen 1879 und 1881 vertrat er den Bundesstaat Indiana im US-Repräsentantenhaus.

## Werdegang
Abraham Hostetler besuchte die öffentlichen Schulen seiner Heimat und absolvierte danach eine Lehre als Schmied. Später arbeitete er auch in der Landwirtschaft. Gleichzeitig schlug er als Mitglied der Demokratischen Partei eine politische Laufbahn ein. Zwischen 1854 und 1858 saß er im Senat von Indiana.
Bei den Kongresswahlen des Jahres 1878 wurde er im achten Wahlbezirk von Indiana in das US-Repräsentantenhaus in Washington, D.C. gewählt, wo er am 4. März 1879 die Nachfolge von Morton C. Hunter antrat. Da er im Jahr 1880 nicht bestätigt wurde, konnte er bis zum 3. März 1881 nur eine Legislaturperiode im Kongress absolvieren. Im Juni 1880 war er Delegierter zur Democratic National Convention in Cincinnati, auf der Winfield Scott Hancock als Präsidentschaftskandidat nominiert wurde.
Nach seinem Ausscheiden aus dem US-Repräsentantenhaus arbeitete Abraham Hostetler im Handel. Er starb am 24. November 1899 nahe Bedford.